# Studio's Aalsmeer
Studio's Aalsmeer is een evenementenlocatie in Aalsmeer, vlak bij luchthaven Schiphol. 

## Veiling
In het oorspronkelijke pand huisde vroeger de Centrale Aalsmeerse Veiling, die toen nog een stuk kleiner was. Het oude veilinggebouw werd geopend in 1920. Het had ook een dienstwoning en een hoge, smalle toren. Dit gedeelte staat er nu nog steeds. Ook de oude ingang van de veiling bestaat nog steeds. Door het succes van de bloemenhandel werd het gebouw te klein en is de veiling verhuisd.

## Endemol
In 1983 kocht Joop van de Ende het veilinggebouw en vestigde er zijn productiekantoor. Van den Ende breidde het bestaande pand uit met meerdere televisiestudio's tot een oppervlakte van 65.000m2. Het eerste programma wat uit de grootste hal (inmiddels omgedoopt naar Studio 1) kwam, was de 1-2-3 show met Rudi Carell. Later kwamen hier veel andere programma's zoals de Miniplaybackshow, Ron’s Honeymoonquiz, de Surpriseshow en Miljoenenjacht vandaan. Daarnaast was Studio 3 jarenlang de vaste studio van Goede Tijden, Slechte Tijden en Studio 8 werd gebruikt voor Call TV.
In 1994 fuseert Joop van den Ende samen met John de Mol onder de naam Endemol. Het bedrijf had destijds zo’n 670 werknemers in dienst.
In 1997 kwamen er diverse evenementengedeelten bij, zoals ShowBiz City, waar men over de sets van verschillende programma's kan lopen en in series kan meespelen. Wie meespeelde in een serie kreeg na afloop een video met daarop een opname van de scenes waarin hij/zij had meegespeeld. Alles tezamen werd in Nederland bekend als Studio's Aalsmeer.

## Programma's
Endemol is verhuisd, maar nog steeds worden in de studio's televisieprogramma's opgenomen. Er zijn 9 studio's waar programma's kunnen worden opgenomen. Er zijn de afgelopen jaren heel veel programma's opgenomen in de studio's. Voorbeelden zijn Masterchef, Junior Dance, Junior Songfestival, Dancing with the Stars, So You Think You Can Dance en Nederland Muziekland. Deze programma's worden sinds 2010 in MediArena in Amsterdam opgenomen.
In 2005 en 2006 stond op het terrein van deze studio's het Big Brother-huis van waaruit het gelijknamige TV-programma werd uitgezonden. Dit was aan studio 6 vastgebouwd. Vanuit deze studio werden de liveshows van dit programma uitgezonden.
Sinds 2019 wordt hier jaarlijks het programma The Masked Singer opgenomen waarin BN'ers in kostuums de zangstrijd met elkaar aangaan. Deze opnames worden in de maanden september en oktober gemaakt en aan het eind van het kalenderjaar (in de maanden november en december) uitgezonden.
Verder worden hier de volgende programma's opgenomen en uitgezonden:
- Holland's Got Talent
- Hotel Hollandia[1]
- Pokerface[2]
- Van Roosmalen & Groenteman

## Tegenwoordig
Studio 1,3 & 4 functioneren nog regelmatig als televisiestudio. Het beheer hiervan is in handen van EMG.
Daarnaast fungeert Studio's Aalsmeer vandaag de dag hoofdzakelijk als locatie voor evenementen, beurzen, congressen en shows, zoals Brooklyn Nights. Ook zijn er diverse restaurants gehuisvest, een bioscoop, theater en meer. Een deel van het complex wordt verhuurd aan bedrijven die een link hebben met media.
Daarnaast maakt Radio Aalsmeer gebruik van Studio's Aalsmeer voor haar lokale radioprogramma’s en draagt zo bij aan de mediastructuur in de regio.